# Jurij Trofimov
Jurij Viktorovitj Trofimov (ryska: Юрий Викторович Трофимов), född 26 januari 1984 i Udmurtien, Ryska SFSR, Sovjetunionen, är en rysk professionell tävlingscyklist.
Trofimov blev professionell 2008 med det franska UCI ProTour-stallet Bouygues Télécom. Inför säsongen 2010 blev han kontrakterad av Team Katusha.
Som amatör tävlade han för Omnibike Dynamo Moscow under 2005–2006, stallet blev sedan Moscow Stars till säsongen 2007 och han vann bland annat Paris-Troyes med stallet.

## Amatörkarriär
Trofimov slutade tvåa i juniorvärldsmästerskapen i mountainbike 2002 efter Trent Lowe. Samma år slutade han också trea i europamästerskapen i mountainbike, som den svenska cyklisten Thomas Lövkvist vann. 
Det dröjde sedan till 2005 innan Trofimov gjorde resultat igen, han slutade bland annat trea i Tour du Finistère och tvåa i Serbien runt.
Under säsongen 2006 vann ryssen Paris-Troyes.

## Professionell karriär
Den unga ryssen solovann den tredje etappen i Etoile de Bessèges mellan La Grande Combe och Les Salles-du-Gardon i början av sitt första år som professionell, 2008. Han övertog också ledartröjan från belgaren Jan Kuyckx och Trofimov behöll tröjan under resten av tävlingen. Han vann tävlingen 52 sekunder framför belgaren Gianni Meersman.
I juni 2008 vann det ryska förstaårsproffset Jurij Trofimov den femte etappen av Critérium du Dauphiné Libéré  efter att ha varit i en utbrytning med bland annat landsmannen Vladimir Jefimkin och spanjoren Juan José Cobo. Under den sista delen av etappen lämnade han sina utbrytarkompisar bakom sig och ryssen solovann etappen 18 sekunder före Cadel Evans och Alejandro Valverde.
Säsongen 2009 startade bra när Trofimov slutade trea på årets första lopp, GP d'Ouverture La Marseillaise, efter fransmannen Rémi Pauriol och stallkamraten Thomas Voeckler. Han slutade tvåa på etapp 3 av Étoile de Bessèges bakom den slovenska cyklisten Jure Kocjan. Trofimov slutade trea i Étoile de Bessèges slutställning bakom Voeckler och Kocjan. Trofimov slutade på tredje plats i ungdomstävlingen på Paris-Nice bakom Kevin Seeldraeyers och Jonathan Hivert. I april vann han etapp 2 av Baskien runt framför Rein Taaramäe och Ben Swift. Jurij Trofimov slutade trea på etapp 3 av Critérium du Dauphiné Libéré bakom Niki Terpstra och Ludovic Turpin. Jurij Trofimov tog silvermedaljen på de ryska nationsmästerskapens linjelopp bakom Sergej Ivanov.
Efter ett vinstlöst 2010 blev Trofimov kontrakterad av Team Katusha. 

## Meriter
2002
2:a, U19-världsmästerskapen - mountainbike
3:a, U19 europamästerskapen - mountainbike
2005
2:a, Serbien runt
3:a, U23-Europamästerskapen - mountainbike
3:a, U23-nationsmästerskapen - landsvägscykling
3:a, Tour du Finistère
2006
1:a, Paris-Troyes
2007
1:a, La Roue Tourangelle
1:a, Paris-Troyes
1:a, etapp 1, Les 3 Jours de Vaucluse
3:a, Nationsmästerskapen - linjelopp
2008
1:a, etapp 3 och sammanställningen, Étoile de Bessèges
1:a, etapp 5, Critérium du Dauphiné Libéré
2009
1:a, etapp 2, Baskien runt
2:a, etapp 3, Étoile de Bessèges
2:a, Nationsmästerskapen - linjelopp
3:a, GP d'Ouverture La Marseillaise
3:a, Étoile de Bessèges
3:a, etapp 3, Critérium du Dauphiné Libéré

## Stall
- Omnibike Dynamo Moscow 2005–2006
- Moscow Stars 2007
- Bouygues Télécom 2008–2010
- Team Katusha 2011–